# Srisaket Sor Rungvisai
Srisaket Sor Rungvisai, de son vrai nom Wisaksil Wangek, est un boxeur thaïlandais né le 8 décembre 1986 à Si Sa Ket.

## Carrière
Passé professionnel en 2009, il devient champion du monde des poids super-mouches WBC le 3 mai 2013 après sa victoire par arrêt de l'arbitre au 8e round contre le japonais Yota Sato. Sor Rungvisai conserve son titre le 15 novembre 2013 en s'imposant au 9e round contre Hirofumi Mukai mais s'incline sur décision technique rendue au 8e round contre le mexicain Carlos Cuadras le 31 mai 2014. Trois ans plus tard, le 18 mars 2017, il remporte la même ceinture WBC en battant l'invaincu nicaraguayen Román González aux points au Madison Square Garden, succès qu'il confirme le 9 septembre 2017 en remportant le combat revanche par KO au 4e round puis en battant aux points Juan Francisco Estrada le 24 février 2018.
Wangek poursuit sa série de victoires en dominant aux points Iran Diaz le 6 octobre 2018 avant d'être a son tour battu par le Mexicain Estrada le 26 avril 2019 lors de leur combat revanche.